# Скифы-пахари

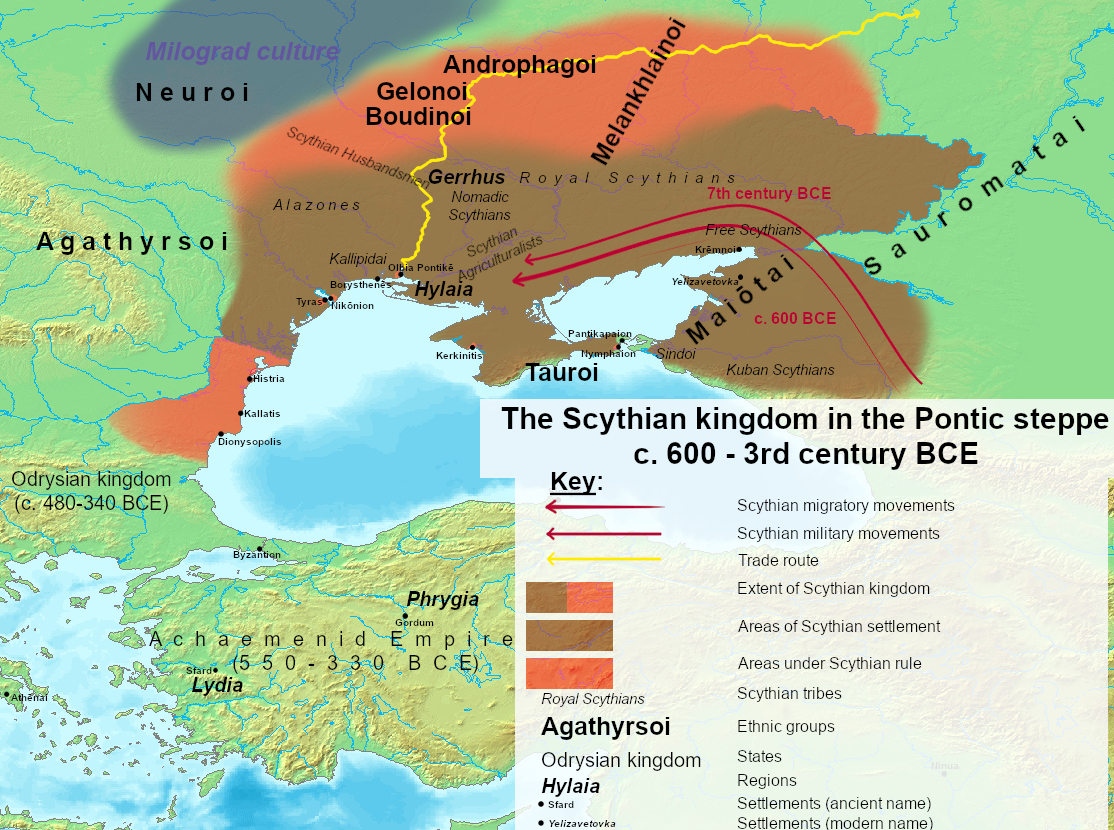
Великая Скифия в Северном Причерноморье. Скифы-пахари (scythian husbandsmen) среди других племён Скифии, между ализонами и неврами. Не путать со скифами-земледельцами (scythian agriculturalists) восточнее Ольвии.

Скифы-пахари, (др.-греч. Σκύθαι ἀροτῆρες) они же скифы-земледельцы — общее наименование всех жителей Поднестровья и Подонья, практиковавших оседлый образ жизни. Этим названием ещё до Геродота — основного источника сведений об истории скифов и их образе жизни — называли всё население Южного Побужья.

## История
Скифы — ираноязычный народ, главной чертой которого является кочевой образ жизни. Такое отличие образа жизни между ними и скифами-земледельцами Геродотом трактуется следующим образом: Пахари — не прямые родственники скифам, а покоренное ими с одной целью племя — добывать пищу. У скифов подобное деление на племена, занимающиеся только определенным делом было обыденностью: царские, вольные, кочевники и т. д.
Археологически скифов-пахарей отождествляют с чернолесской культурой.

### Образ жизни

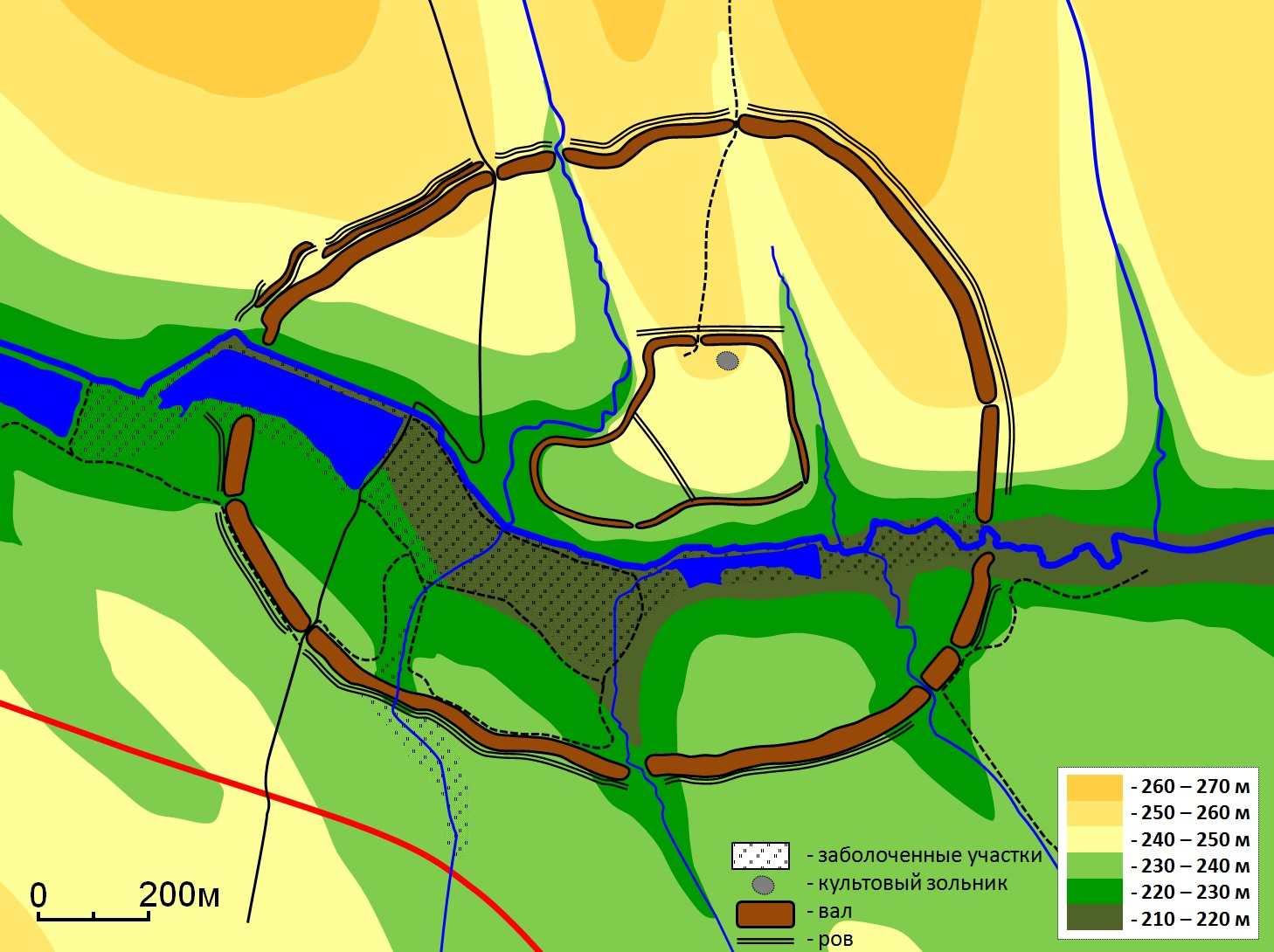
План Немировского Городища — одного из городов скифов-пахарей

Если сооружения обычных скифов — курганы, то благодаря оседлости скифы-пахари строили города, от которых остались городища (Немировское, Бельское, Мотронинское). Из-за набегов на мелкие племена земледельцев, городища оснащались стенами, оградами, сама основная часть города находилась на холмах. Археологические раскопки показали, что на протяжении 30 километров вдоль валов была построена деревянная стена. В поселениях обнаружены развалины жилищ и хозяйственных построек, в том числе круглые и четырехугольные жилища с углубленной в землю основой и крытыми соломой крышами. В жилищах были установлены очаги и сводчатые печи из обожженных глиняных блоков различных форм. Похожие печи также были обнаружены в поселениях юхновской культуры.

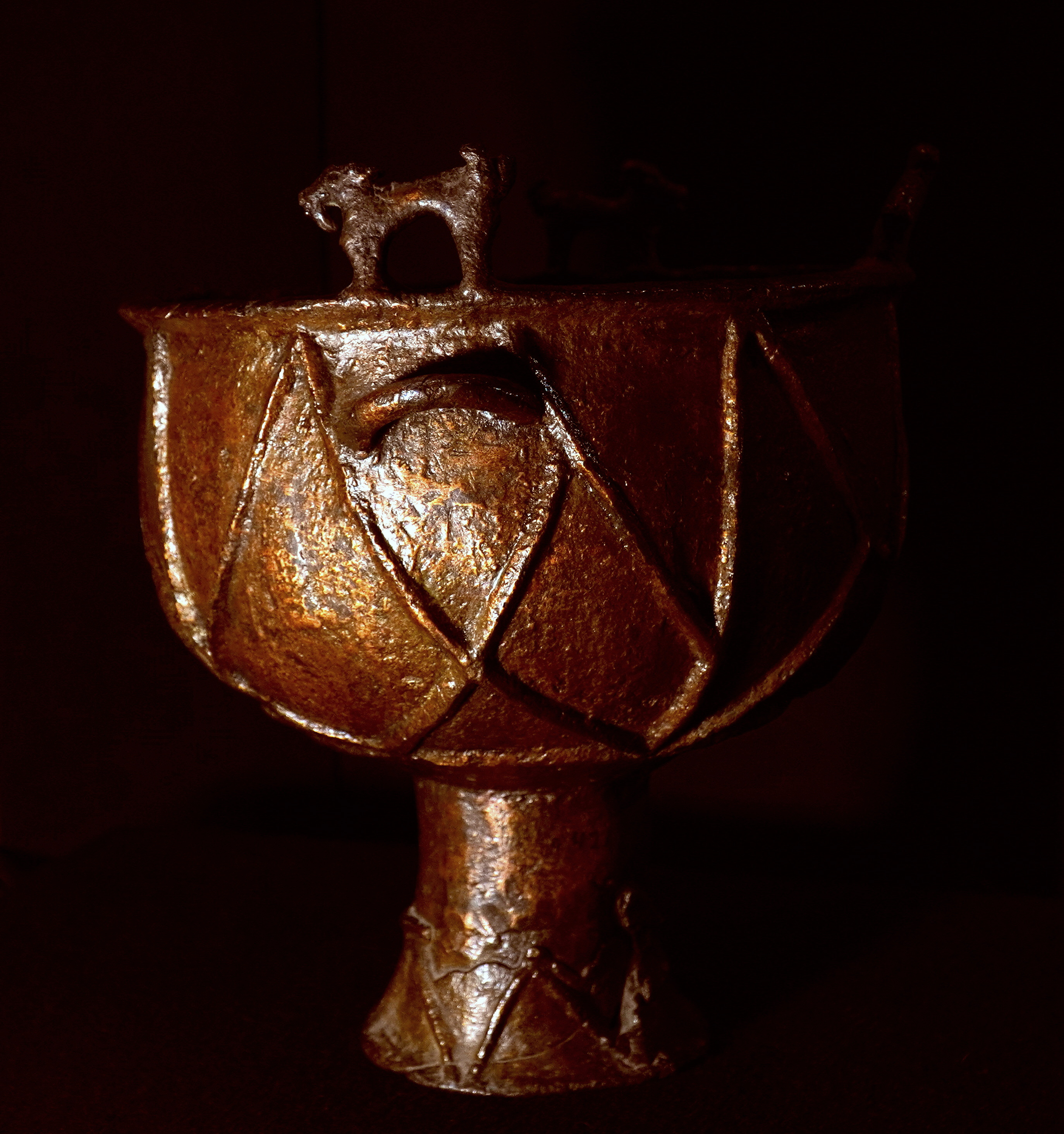
Бронзовый кубок, найденный в Бельском Городище

Для хранения запасов продовольствия, в особенности зерна, устраивались подземные погреба с обмазанными глиной стенами, в которых иногда обнаруживались остатки пшеницы, ячменя и проса. На полях выращивали рожь и гречиху. Помимо этого, везде находились бобы, горох, некоторые масляничные растения и, возможно, конопля, преимущественно для производства волокна. Жили люди в надземных хижинах из обмазанных глиной жердей и ветвей либо в землянках с открытым очагом посередине. Обе формы жилищ бывали круглыми, овальными или четырехугольными. Скот содержали под открытым небом. Кроме коров, лошадей и овец разводили также свиней, но животноводство занимало меньшую роль, нежели сельское хозяйство.
Также, как и другие скифы, были знакомы с обработкой бронзы и железа, занимались ткачеством, шитьем, изготавливали оружие.

## Происхождение и теории
Многие не могут понять, кем на самом деле были скифы-пахари, так как не ясно такое различие хозяйств.

Термин, предложенный Геродотом имеет противоположное значение и по нему, пахари были кочевниками, которые почитали скот. Также греческий историк описывает их следующим образом: 
От гавани борисфенитов (потому что она расположена как раз посередине приморской части всей Скифии), от нее и дальше первый народ, который можно встретить, это каллиппиды, которые есть полу эллины и полу скифы, над ними есть другой народ, называемый ализонами. У них и каллипидов в целом такой же образ жизни, как у скифов, но они сеют и едят пшеницу, лук, чеснок, чечевицу и просо. В дальнейшем зонами живут скифы-оратаи, которые сеют пшеницу не для еды, а на продажу. Еще дальше над ними живут невры, а дальше к северу от невров, насколько я знаю, есть необитаемая страна. Эти народности живут вдоль реки Гипания на западе от Борисфена. (История. 4-я книга, 17-й отрывок)
Среди многих ученых, таких как Борис Рыбаков(Геродотова Скифия) или Лев Гумилёв, ходит мнение о том, что они — славяне, в будущем создавшие Русь. Рыбаков считал, что между скифами и славянами существовала преемственность и многие черты, которые были характерны скифам, передались и восточнославянским племенам: На территории центров Руси, будь то Киев или Чернигов, находились оборонительные валы и стены скифов, присутствие у обоих культур курганов, множество «совпадений» корней слов в языке славян и скифов. Эта версия является представителем антинорманизма, предполагающей отсутствие связи между скандинавами и славянами.
Существует предположение, чьей доказательной базой является эллинизация. Многие народы, контактирующие с греками, и земли, которые заселялись ими в результате походов Александра Македонского, начинали изменяться и соединять свою архитектуру, культуру и языки с греческой. Так же, Геродот говорит, что многие скифы, хоть и были в глазах греков варварами, но торговля и совместная жизнь двух народов была повсеместной. Следовательно, скифы-пахари — эллинизированые скифы, впитавшие в себя от эллинов оседлый образ жизни.